# Eduardo Vargas
Eduardo Jesús Vargas Rojas, detto Edu (Santiago del Cile, 20 novembre 1989), è un calciatore cileno, attaccante del Nacional e della nazionale cilena, con cui è diventato campione del Sud America nel 2015 e nel 2016.
Durante la sua carriera coi club ha vinto 2 campionati cileni (Apertura e Clausura 2011), 1 Coppa Italia (2012) e 1 Copa Sudamericana (2011). Con la Nazionale ha vinto il Torneo di Tolone del 2009 e le edizioni di Copa América 2015 e 2016, in entrambi i casi risultando anche miglior marcatore del torneo.
A livello individuale è stato nominato miglior giocatore del campionato cileno (2011), miglior giocatore e capocannoniere della Copa Sudamericana (2011).

## Caratteristiche tecniche
Seconda punta e ala destra resistente e dalla taglia compatta, tra le sue caratteristiche vi sono l'imprevedibilità e la rapidità; è dotato di ottima tecnica, abilità negli scatti e propensione al tiro.

## Carriera

### Club

#### Gli esordi
Entra nelle giovanili dell'Universidad Catolica prima e del Palestino poi. Nel 2005, a 16 anni, partecipa a un reality patrocinato dall'Adidas insieme a Felipe Seymour (centrocampista acquistato nel 2011 dal Genoa). L'anno successivo l'allenatore Osvaldo Heriberto Hurtado lo consiglia al Cobreloa, che lo acquista per sostituire Alexis Sánchez, trasferitosi all'Udinese. Il suo primo gol lo mette a segno nel 2008 proprio ai danni della sua ex squadra, il Palestino.

#### Universidad de Chile
Il 6 gennaio 2010 si trasferisce all'Universidad de Chile che versa 700 000 dollari per il 40% del cartellino, rilevandolo poi per intero nel gennaio 2011.
Nel 2011, sotto la guida dell'allenatore Jorge Sampaoli, gioca nel suo ruolo naturale di seconda punta o di esterno offensivo sulla destra, dopo che nel 2010 Gerardo Pelusso lo aveva utilizzato come centrocampista. A novembre viene scelto come miglior giocatore e attaccante del campionato cileno, dopo aver contribuito alla vittoria finale dell'Apertura 2011 con 6 gol in 11 partite disputate, e viene inserito nella lista dei candidati al titolo di Calciatore sudamericano dell'anno. Inoltre, il ranking a votazione internazionale della IFFHS lo elegge "Giocatore più popolare del continente" con 53.774 voti, precedendo largamente il peruviano Paolo Guerrero, secondo con 23.641 preferenze.
Il 1º dicembre segna il secondo gol nella vittoria per 2-0 sul Vasco da Gama, che vale l'accesso alla finale della Copa Sudamericana. Il 9 dicembre, nella finale di andata della competizione contro gli ecuadoriani del LDU Quito, realizza l'unico gol della partita, quindi, nella gara di ritorno giocata il 15 dicembre a Santiago del Cile, realizza una doppietta nel 3-0 finale per la sua squadra, che vale il primo trofeo continentale della storia dell'Universidad de Chile. L'anno solare si chiude con la vittoria del Clausura 2011 con Vargas che sigla una rete nella finale di ritorno contro il Cobreloa (3-0 il risultato finale), in quella che è anche l'ultima partita con la maglia dell'Universidad.
Nella graduatoria del Calciatore sudamericano dell'anno 2011, che premia il miglior calciatore sudamericano di una squadra affiliata alla CONMEBOL, si piazza al secondo posto alle spalle di Neymar precedendo un altro brasiliano, il trequartista Ganso.

#### Il passaggio al Napoli
Il 23 dicembre 2011 viene ufficializzato il suo trasferimento al Napoli dal presidente partenopeo Aurelio De Laurentiis, con il calciatore che entra a far parte della rosa azzurra a partire dal 3 gennaio 2012. La modalità di trasferimento consiste in un prestito con diritto di riscatto obbligatorio dell'intero cartellino per la cifra di 14,8 milioni di dollari. Sceglie la maglia numero 16.
Esordisce in maglia azzurra il 12 gennaio successivo partendo dal primo minuto nella gara di Coppa Italia contro il Cesena. Il 14 marzo 2012 fa il suo esordio in UEFA Champions League, la massima competizione europea, nel ritorno degli ottavi di finale allo Stamford Bridge contro il Chelsea e il 20 maggio 2012 vince il primo trofeo italiano, la Coppa Italia. In campionato colleziona 10 presenze, tutte da subentrante a partita in corso, senza andare a segno.
Per la stagione 2012-2013 cambia maglia, prendendo la numero 9. Fa il suo debutto nella nuova stagione il 26 agosto contro il Palermo, subentrando a Gökhan Inler; in tale incontro effettua un assist per Edinson Cavani, che realizza il gol del 3-0 definitivo. Il 20 settembre 2012 trova i primi gol in maglia azzurra realizzando una tripletta nella gara di Europa League contro l'AIK Stoccolma, terminata poi 4-0 in favore dei partenopei. Resteranno i suoi unici gol nell'anno solare 2012, mentre nello stesso periodo colleziona complessivamente 19 presenze in campionato, tutte a gara in corso, senza andare a segno.

#### Prestiti a Grêmio, Valencia e QPR
Il 18 gennaio 2013 passa in prestito ai brasiliani del Grêmio. Esordisce cinque giorni dopo nella partita di Coppa Libertadores contro la LDU Quito. Sigla il suo primo gol con la maglia del Gremio il 21 febbraio segnando il terzo gol contro il Fluminense in Coppa Libertadores. Il 31 marzo mette a segno la sua prima rete nel Campionato Gaúcho, trasformando un calcio di rigore in casa del Passo Fundo (la partita terminerà poi 1-1). Colleziona 37 presenze e 9 reti tra campionato e coppe.
Il 31 dicembre termina l'esperienza brasiliana e il 23 gennaio 2014 passa in prestito al Valencia. Debutta contro il Barcellona entrando al 72' e nella partita successiva gioca da titolare e realizza l'ultimo dei cinque gol del Valencia contro il Betis. Colleziona 25 presenze e 5 gol tra campionato ed Europa League.
Rientrato al Napoli, il 21 agosto 2014 si trasferisce in prestito con diritto di riscatto al Queens Park Rangers, neopromosso in Premier League. Il 4 aprile 2015, in occasione della partita vinta contro il WBA (1-4), s'infortuna gravemente al ginocchio sinistro, riportando la rottura del legamento collaterale mediale, concludendo anzitempo la sua stagione. Il 27 maggio 2015, dopo la retrocessione in Championship e 22 presenze e 3 gol in totale per Vargas, il club londinese annuncia di non voler riscattare il giocatore cileno, che fa così ritorno al Napoli.

#### Il passaggio all'Hoffenheim
Il 24 agosto 2015 si trasferisce a titolo definitivo all'Hoffenheim, in Bundesliga, firmando un contratto fino al 30 giugno 2019. Nella sua prima stagione ottiene 24 presenze e 2 gol in Bundesliga 2015-2016.

#### Tigres
Il 30 gennaio 2017 passa a titolo definitivo ai messicani del Tigres UANL. Due giorni dopo l'annuncio, esordisce in campionato nella trasferta contro il Toluca (1-0). In Messico colleziona complessivamente 153 presenze e 42 reti, vincendo due campionati e due supercoppe nazionali.

#### Atletico Mineiro
Il 9 novembre 2020 si trasferisce in Brasile, all'Atletico Mineiro, firmando un contratto biennale. A Belo Horizonte vince campionato e Coppa nazionale nel 2021, la Supercoppa nazionale nel 2022.

### Nazionale

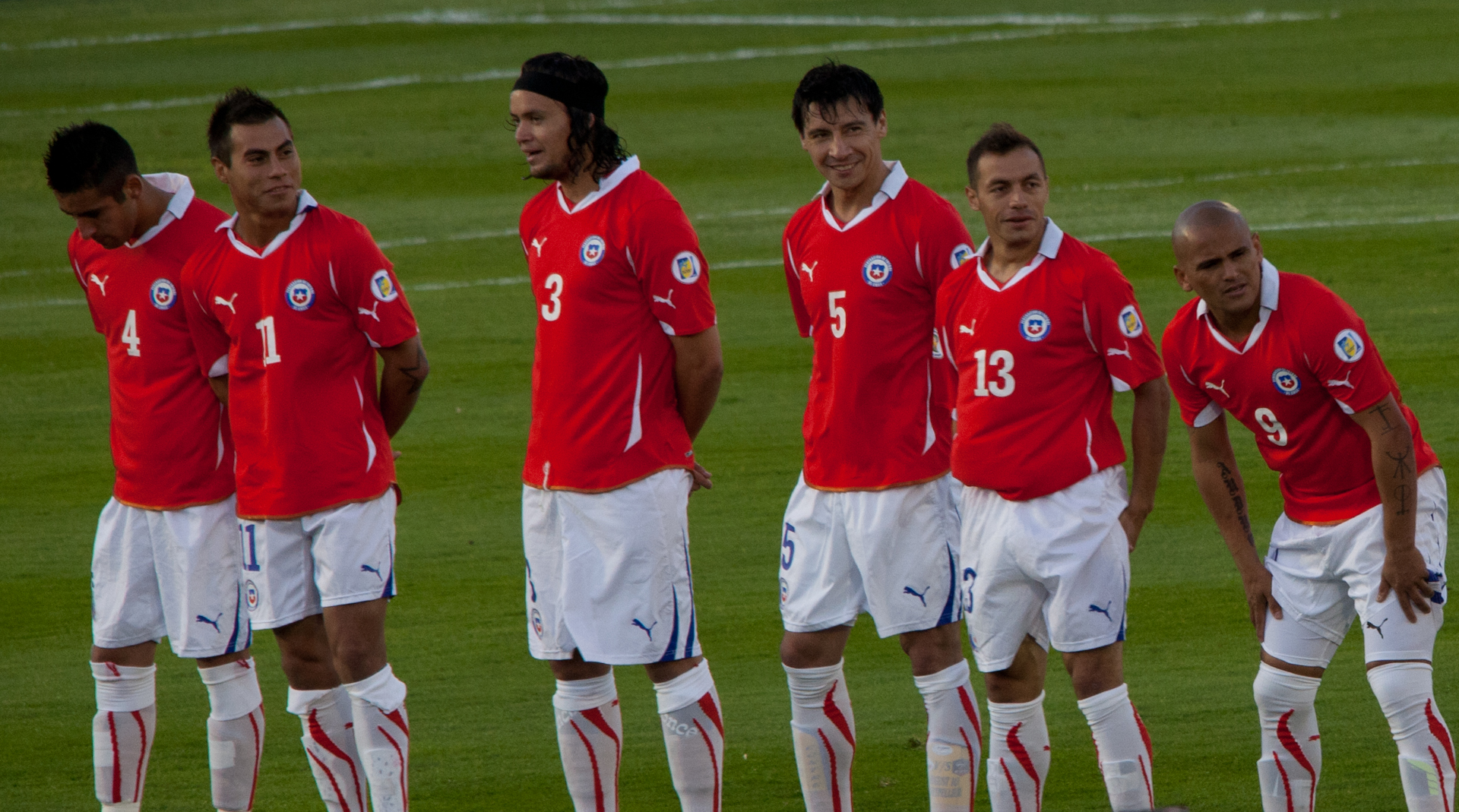
Vargas (secondo da sinistra) con la maglia della Nazionale maggiore

Nel 2008 ha militato nelle file di Under-18, Under-19 e Under-23. Con l'Under-20 nel 2009 vince il Torneo di Tolone, battendo in finale i pari età della Francia per 1-0. Realizza complessivamente tre reti in cinque partite, tra cui una marcatura nella semifinale contro i Paesi Bassi, e si impone come uno dei migliori calciatori della competizione. Partecipa anche alle successive edizioni del 2010 e 2011.
Esordisce con la Nazionale maggiore il 20 gennaio 2010 in un'amichevole vinta per 2-1 contro il Panama. Il 2 settembre 2011 mette a segno il suo primo gol nella sconfitta in amichevole per 3-2 contro la Spagna, ripetendosi l'11 ottobre successivo nel 4-2 contro il Perù, partita valida per le qualificazioni al Mondiale 2014.
Convocato per la Coppa del mondo 2014, nella fase a gironi del mondiale brasiliano segna il primo goal della sua squadra nel vittorioso match del Cile contro la Spagna e viene eliminato agli ottavi contro il Brasile.
Nella partita d'apertura della Copa América 2015, contro l'Ecuador, va a segno per la sua Nazionale, portando il risultato sul definitivo 2-0. Si ripete nella seconda giornata ai danni del Messico finita poi 3-3 e nella semifinale contro il Perù siglando addirittura una doppietta, regalando alla sua nazionale l'accesso alla finale della competizione. Vince la finale contro l'Argentina laureandosi capocannoniere della competizione con 4 gol.
Viene convocato anche per la Copa América Centenario negli Stati Uniti. L'11 giugno 2016 segna una doppietta nel girone contro la Bolivia (vittoria 2-1). Si ripete segnando addirittura un poker contro il Messico nel 7-0 dei quarti di finale, con la quale diventa il miglior marcatore della storia della nazionale cilena in Copa América, superando Marcelo Salas.
Convocato per la Confederations Cup 2017, va a segno nel successo per 2-0 contro il Camerun ai gironi.
Dopo non essere riuscito a raggiungere la qualificazione ai Mondiali 2018, viene convocato per la Copa América 2019; in questa competizione realizza una doppietta ai gironi nel successo contro il Giappone (4-0), superando così Marcelo Salas nella classifica marcatori della sua nazionale. Quelle sono stati le sue uniche reti nella competizione, che ha visto il Cile piazzarsi al quarto posto venendo sconfitto nell'apposita finale contro l'Argentina per 2-1.
Nel 2021 viene chiamato per la quarta volta per la Copa América; lui contribuisce al passaggio del turno della sua squadra ai gironi andando ai segno nei pareggi ai gironi (entrambi per 1-1) contro Argentina e Uruguay. Il gol contro l'Argentina gli ha consentito di diventare uno dei 10 migliori marcatori nella storia della competizione. La sua squadra viene eliminata ai quarti dal Brasile. Nella medesima gara ha anche raggiunto quota 100 presenze in nazionale.

## Statistiche

### Presenze e reti nei club
Statistiche aggiornate al 10 ottobre 2024.
| Stagione                    | Squadra                     | Campionato                  | Campionato | Campionato | Coppe nazionali | Coppe nazionali | Coppe nazionali | Coppe continentali | Coppe continentali | Coppe continentali | Altre coppe | Altre coppe | Altre coppe | Totale | Totale | Totale |
| Stagione                    | Squadra                     | Comp                        | Pres       | Reti       | Comp            | Pres            | Reti            | Comp               | Pres               | Reti               | Comp        | Pres        | Reti        | Pres   | Reti   |        |
| --------------------------- | --------------------------- | --------------------------- | ---------- | ---------- | --------------- | --------------- | --------------- | ------------------ | ------------------ | ------------------ | ----------- | ----------- | ----------- | ------ | ------ | ------ |
| 2006                        | Cobreloa                    | PD                          | 3          | 0          | -               | -               | -               | -                  | -                  | -                  | -           | -           | -           | 3      | 0      |        |
| 2007                        | Cobreloa                    | PD                          | 5          | 0          | -               | -               | -               | CL                 | 0                  | 0                  | -           | -           | -           | 5      | 0      |        |
| 2008                        | Cobreloa                    | PD                          | 21         | 4          | CC              | 0               | 0               | -                  | -                  | -                  | -           | -           | -           | 21     | 4      |        |
| 2009                        | Cobreloa                    | PD                          | 24         | 6          | CC              | 0               | 0               | CS                 | 2                  | 1                  | -           | -           | -           | 26     | 7      |        |
| Totale Cobreloa             | Totale Cobreloa             | Totale Cobreloa             | 53         | 10         |                 | 0               | 0               |                    | 2                  | 1                  |             | -           | -           | 55     | 11     |        |
| 2010                        | Universidad de Chile        | PD                          | 18         | 1          | CC              | 0               | 0               | CL+CS              | 9+1                | 2+0                | -           | -           | -           | 28     | 3      |        |
| 2011                        | Universidad de Chile        | PD                          | 36         | 16         | CC              | 2               | 1               | CS                 | 12                 | 11                 | -           | -           | -           | 50     | 28     |        |
| Totale Universidad de Chile | Totale Universidad de Chile | Totale Universidad de Chile | 54         | 17         |                 | 2               | 1               |                    | 22                 | 13                 |             | -           | -           | 78     | 31     |        |
| gen.-giu. 2012              | Napoli                      | A                           | 10         | 0          | CI              | 2               | 0               | UCL                | 1                  | 0                  | -           | -           | -           | 13     | 0      |        |
| 2012-gen. 2013              | Napoli                      | A                           | 9          | 0          | CI              | 0               | 0               | UEL                | 6                  | 3                  | SI          | 0           | 0           | 15     | 3      |        |
| Totale Napoli               | Totale Napoli               | Totale Napoli               | 19         | 0          |                 | 2               | 0               |                    | 7                  | 3                  |             | -           | -           | 28     | 3      |        |
| 2013                        | Grêmio                      | A1/RS+A                     | 6+18       | 1+6        | CB              | 3               | 0               | CL                 | 10                 | 2                  | -           | -           | -           | 37     | 9      |        |
| gen.-giu. 2014              | Valencia                    | PD                          | 17         | 3          | CR              | -               | -               | UEL                | 8                  | 2                  | -           | -           | -           | 25     | 5      |        |
| 2014-2015                   | QPR                         | PL                          | 21         | 3          | FACup+CdL       | 1+0             | 0               | -                  | -                  | -                  | -           | -           | -           | 22     | 3      |        |
| 2015-2016                   | Hoffenheim                  | BL                          | 24         | 2          | CG              | 0               | 0               | -                  | -                  | -                  | -           | -           | -           | 24     | 2      |        |
| 2016-gen. 2017              | Hoffenheim                  | BL                          | 5          | 0          | CG              | 1               | 0               | -                  | -                  | -                  | -           | -           | -           | 6      | 0      |        |
| Totale Hoffenheim           | Totale Hoffenheim           | Totale Hoffenheim           | 29         | 2          |                 | 1               | 0               |                    | -                  | -                  |             | -           | -           | 30     | 2      |        |
| gen.-giu. 2017              | Tigres                      | PD                          | 12         | 1          | CM              | 0               | 0               | CCL                | 6                  | 2                  | -           | -           | -           | 18     | 3      |        |
| 2017-2018                   | Tigres                      | PD                          | 41         | 10         | CM              | 1               | 0               | CCL                | 4                  | 2                  | CdC         | 1           | 1           | 47     | 13     |        |
| 2018-2019                   | Tigres                      | PD                          | 34         | 11         | CM              | 5               | 4               | CCL                | 8                  | 2                  | CdC+CC      | 1+1         | 0           | 49     | 17     |        |
| 2019-2020                   | Tigres                      | PD                          | 19         | 4          | CM              | 0               | 0               | CCL                | 2                  | 1                  | CdC+LC      | 1+3         | 0+1         | 25     | 6      |        |
| 2020-2021                   | Tigres                      | PD                          | 14         | 3          | CM              | 0               | 0               | CCL                | 0                  | 0                  | -           | -           | -           | 14     | 3      |        |
| Totale Tigres               | Totale Tigres               | Totale Tigres               | 120        | 29         |                 | 6               | 4               |                    | 20                 | 7                  |             | 7           | 2           | 153    | 42     |        |
| 2020                        | Atlético Mineiro            | M1/MG+A                     | 0+16       | 0+2        | CB              | -               | -               |                    | -                  | -                  | -           | -           | -           | 16     | 2      |        |
| 2021                        | Atlético Mineiro            | M1/MG+A                     | 9+16       | 3+4        | CB              | 7               | 3               | CL                 | 11                 | 3                  | -           | -           | -           | 43     | 13     |        |
| 2022                        | Atlético Mineiro            | M1/MG+A                     | 4+24       | 1+5        | CB              | 3               | 0               | CL                 | 7                  | 0                  | SB          | 1           | 0           | 39     | 6      |        |
| 2023                        | Atlético Mineiro            | M1/MG+A                     | 9+12       | 2+1        | CB              | 3               | 0               | CL                 | 7                  | 0                  | -           | -           | -           | 31     | 3      |        |
| 2024                        | Atlético Mineiro            | M1/MG+A                     | 4+17       | 0+6        | CB              | 5               | 0               | CL                 | 4                  | 0                  | -           | -           | -           | 30     | 6      |        |
| Totale Atletico Mineiro     | Totale Atletico Mineiro     | Totale Atletico Mineiro     | 26+85      | 6+18       |                 | 20              | 3               |                    | 32                 | 3                  |             | 1           | 0           | 159    | 30     |        |
| Totale carriera             | Totale carriera             | Totale carriera             | 448        | 95         |                 | 32              | 8               |                    | 101                | 31                 |             | 8           | 2           | 587    | 136    |        |

### Cronologia presenze e reti in nazionale
| Cronologia completa delle presenze e delle reti in nazionale ― Cile | Cronologia completa delle presenze e delle reti in nazionale ― Cile | Cronologia completa delle presenze e delle reti in nazionale ― Cile | Cronologia completa delle presenze e delle reti in nazionale ― Cile | Cronologia completa delle presenze e delle reti in nazionale ― Cile | Cronologia completa delle presenze e delle reti in nazionale ― Cile | Cronologia completa delle presenze e delle reti in nazionale ― Cile | Cronologia completa delle presenze e delle reti in nazionale ― Cile |
| Data                                                                | Città                                                               | In casa                                                             | Risultato                                                           | Ospiti                                                              | Competizione                                                        | Reti                                                                | Note                                                                |
| ------------------------------------------------------------------- | ------------------------------------------------------------------- | ------------------------------------------------------------------- | ------------------------------------------------------------------- | ------------------------------------------------------------------- | ------------------------------------------------------------------- | ------------------------------------------------------------------- | ------------------------------------------------------------------- |
| 4-11-2009                                                           | Talcahuano                                                          | Cile                                                                | 2 – 1                                                               | Paraguay                                                            | Amichevole                                                          | -                                                                   | 60’                                                                 |
| 20-1-2010                                                           | Coquimbo                                                            | Cile                                                                | 2 – 1                                                               | Panama                                                              | Amichevole                                                          | -                                                                   | 82’                                                                 |
| 31-3-2010                                                           | Santiago del Cile                                                   | Cile                                                                | 0 – 0                                                               | Venezuela                                                           | Amichevole                                                          | -                                                                   |                                                                     |
| 2-9-2011                                                            | San Gallo                                                           | Spagna                                                              | 3 – 2                                                               | Cile                                                                | Amichevole                                                          | 1                                                                   | 57’                                                                 |
| 4-9-2011                                                            | Barcellona                                                          | Messico                                                             | 1 – 0                                                               | Cile                                                                | Amichevole                                                          | -                                                                   | 62’                                                                 |
| 7-10-2011                                                           | Buenos Aires                                                        | Argentina                                                           | 4 – 1                                                               | Cile                                                                | Qual. Mondiali 2014                                                 | -                                                                   | 55’                                                                 |
| 11-10-2011                                                          | Santiago del Cile                                                   | Cile                                                                | 4 – 2                                                               | Perù                                                                | Qual. Mondiali 2014                                                 | 1                                                                   | 84’                                                                 |
| 11-11-2011                                                          | Montevideo                                                          | Uruguay                                                             | 4 – 0                                                               | Cile                                                                | Qual. Mondiali 2014                                                 | -                                                                   | 73’                                                                 |
| 15-11-2011                                                          | Santiago del Cile                                                   | Cile                                                                | 2 – 0                                                               | Paraguay                                                            | Qual. Mondiali 2014                                                 | -                                                                   | 78’                                                                 |
| 29-2-2012                                                           | Chester                                                             | Cile                                                                | 1 – 1                                                               | Ghana                                                               | Amichevole                                                          | -                                                                   | 55’ 90+1’                                                           |
| 2-6-2012                                                            | La Paz                                                              | Bolivia                                                             | 0 – 2                                                               | Cile                                                                | Qual. Mondiali 2014                                                 | -                                                                   | 78’                                                                 |
| 15-8-2012                                                           | New York                                                            | Ecuador                                                             | 3 – 0                                                               | Cile                                                                | Amichevole                                                          | -                                                                   | 46’                                                                 |
| 12-10-2012                                                          | Quito                                                               | Ecuador                                                             | 3 – 1                                                               | Cile                                                                | Qual. Mondiali 2014                                                 | -                                                                   | 77’                                                                 |
| 16-10-2012                                                          | Santiago del Cile                                                   | Cile                                                                | 1 – 2                                                               | Argentina                                                           | Qual. Mondiali 2014                                                 | -                                                                   | 56’ 76’                                                             |
| 14-11-2012                                                          | San Gallo                                                           | Cile                                                                | 1 – 3                                                               | Serbia                                                              | Amichevole                                                          | -                                                                   | 55’                                                                 |
| 6-2-2013                                                            | Madrid                                                              | Cile                                                                | 2 – 1                                                               | Egitto                                                              | Amichevole                                                          | 1                                                                   | 46’                                                                 |
| 22-3-2013                                                           | Lima                                                                | Perù                                                                | 1 – 0                                                               | Cile                                                                | Qual. Mondiali 2014                                                 | -                                                                   | 75’                                                                 |
| 26-3-2013                                                           | Santiago del Cile                                                   | Cile                                                                | 2 – 0                                                               | Uruguay                                                             | Qual. Mondiali 2014                                                 | 1                                                                   |                                                                     |
| 24-4-2013                                                           | Belo Horizonte                                                      | Brasile                                                             | 2 – 2                                                               | Cile                                                                | Amichevole                                                          | 1                                                                   | 90+1’                                                               |
| 7-6-2013                                                            | Asunción                                                            | Paraguay                                                            | 1 – 2                                                               | Cile                                                                | Qual. Mondiali 2014                                                 | 1                                                                   | 84’                                                                 |
| 11-6-2013                                                           | Santiago del Cile                                                   | Cile                                                                | 3 – 1                                                               | Bolivia                                                             | Qual. Mondiali 2014                                                 | 1                                                                   |                                                                     |
| 6-9-2013                                                            | Santiago del Cile                                                   | Cile                                                                | 3 – 0                                                               | Venezuela                                                           | Qual. Mondiali 2014                                                 | 1                                                                   |                                                                     |
| 10-9-2013                                                           | Ginevra                                                             | Spagna                                                              | 2 – 2                                                               | Cile                                                                | Amichevole                                                          | 2                                                                   | 86’                                                                 |
| 11-10-2013                                                          | Barranquilla                                                        | Colombia                                                            | 3 – 3                                                               | Cile                                                                | Qual. Mondiali 2014                                                 | -                                                                   | 69’                                                                 |
| 15-10-2013                                                          | Santiago del Cile                                                   | Cile                                                                | 2 – 1                                                               | Ecuador                                                             | Qual. Mondiali 2014                                                 | -                                                                   | 86’                                                                 |
| 15-11-2013                                                          | Londra                                                              | Inghilterra                                                         | 0 – 2                                                               | Cile                                                                | Amichevole                                                          | -                                                                   | 71’                                                                 |
| 19-11-2013                                                          | Toronto                                                             | Brasile                                                             | 2 – 1                                                               | Cile                                                                | Amichevole                                                          | 1                                                                   |                                                                     |
| 5-3-2014                                                            | Stoccarda                                                           | Germania                                                            | 1 – 0                                                               | Cile                                                                | Amichevole                                                          | -                                                                   | 87’                                                                 |
| 30-5-2014                                                           | Santiago del Cile                                                   | Cile                                                                | 3 – 2                                                               | Egitto                                                              | Amichevole                                                          | 2                                                                   | 88’                                                                 |
| 4-6-2014                                                            | Valparaíso                                                          | Cile                                                                | 2 – 0                                                               | Irlanda del Nord                                                    | Amichevole                                                          | 1                                                                   | 59’                                                                 |
| 13-6-2014                                                           | Cuiabá                                                              | Cile                                                                | 3 – 1                                                               | Australia                                                           | Mondiali 2014 - 1º turno                                            | -                                                                   | 87’                                                                 |
| 18-6-2014                                                           | Rio de Janeiro                                                      | Spagna                                                              | 0 – 2                                                               | Cile                                                                | Mondiali 2014 - 1º turno                                            | 1                                                                   | 85’                                                                 |
| 23-6-2014                                                           | San Paolo                                                           | Paesi Bassi                                                         | 2 – 0                                                               | Cile                                                                | Mondiali 2014 - 1º turno                                            | -                                                                   | 81’                                                                 |
| 28-6-2014                                                           | Belo Horizonte                                                      | Brasile                                                             | 1 – 1 dts (3 – 2 dtr)                                               | Cile                                                                | Mondiali 2014 - Ottavi di finale                                    | -                                                                   | 57’                                                                 |
| 9-9-2014                                                            | Fort Lauderdale                                                     | Cile                                                                | 1 – 0                                                               | Haiti                                                               | Amichevole                                                          | -                                                                   | 56’                                                                 |
| 10-10-2014                                                          | Valparaíso                                                          | Cile                                                                | 3 – 0                                                               | Perù                                                                | Amichevole                                                          | 2                                                                   | 79’                                                                 |
| 14-10-2014                                                          | Antofagasta                                                         | Cile                                                                | 2 – 2                                                               | Bolivia                                                             | Amichevole                                                          | -                                                                   | 72’                                                                 |
| 15-11-2014                                                          | Talcahuano                                                          | Cile                                                                | 5 – 0                                                               | Venezuela                                                           | Amichevole                                                          | 1                                                                   | 77’                                                                 |
| 18-11-2014                                                          | Santiago del Cile                                                   | Cile                                                                | 1 – 2                                                               | Uruguay                                                             | Amichevole                                                          | -                                                                   | 70’                                                                 |
| 26-3-2015                                                           | Sankt Pölten                                                        | Iran                                                                | 2 – 0                                                               | Cile                                                                | Amichevole                                                          | -                                                                   |                                                                     |
| 29-3-2015                                                           | Londra                                                              | Brasile                                                             | 1 – 0                                                               | Cile                                                                | Amichevole                                                          | -                                                                   | 80’                                                                 |
| 5-6-2015                                                            | Viña del Mar                                                        | Cile                                                                | 1 – 0                                                               | El Salvador                                                         | Amichevole                                                          | -                                                                   | 74’                                                                 |
| 11-6-2015                                                           | Santiago del Cile                                                   | Cile                                                                | 2 – 0                                                               | Ecuador                                                             | Coppa America 2015 - 1º turno                                       | 1                                                                   | 46’                                                                 |
| 15-6-2015                                                           | Santiago del Cile                                                   | Cile                                                                | 3 – 3                                                               | Messico                                                             | Coppa America 2015 - 1º turno                                       | 1                                                                   | 85’                                                                 |
| 19-6-2015                                                           | Santiago del Cile                                                   | Cile                                                                | 5 – 0                                                               | Bolivia                                                             | Coppa America 2015 - 1º turno                                       | -                                                                   |                                                                     |
| 24-6-2015                                                           | Santiago del Cile                                                   | Cile                                                                | 1 – 0                                                               | Uruguay                                                             | Coppa America 2015 - Quarti di finale                               | -                                                                   | 71’                                                                 |
| 29-6-2015                                                           | Santiago del Cile                                                   | Cile                                                                | 2 – 1                                                               | Perù                                                                | Coppa America 2015 - Semifinale                                     | 2                                                                   |                                                                     |
| 4-7-2015                                                            | Santiago del Cile                                                   | Cile                                                                | 0 – 0 dts (4 – 1 dtr)                                               | Argentina                                                           | Coppa America 2015 - Finale                                         | -                                                                   | 90+5’                                                               |
| 8-10-2015                                                           | Santiago del Cile                                                   | Cile                                                                | 2 – 0                                                               | Brasile                                                             | Qual. Mondiali 2018                                                 | 1                                                                   |                                                                     |
| 13-10-2015                                                          | Lima                                                                | Perù                                                                | 3 – 4                                                               | Cile                                                                | Qual. Mondiali 2018                                                 | 2                                                                   | 82’                                                                 |
| 12-11-2015                                                          | Santiago del Cile                                                   | Cile                                                                | 1 – 1                                                               | Colombia                                                            | Qual. Mondiali 2018                                                 | -                                                                   | 86’                                                                 |
| 17-11-2015                                                          | Montevideo                                                          | Uruguay                                                             | 3 – 0                                                               | Cile                                                                | Qual. Mondiali 2018                                                 | -                                                                   | 81’                                                                 |
| 28-5-2016                                                           | Santiago del Cile                                                   | Cile                                                                | 1 – 2                                                               | Giamaica                                                            | Amichevole                                                          | -                                                                   | 46’                                                                 |
| 1-6-2016                                                            | San Diego                                                           | Messico                                                             | 1 – 0                                                               | Cile                                                                | Amichevole                                                          | -                                                                   | 74’ 77’                                                             |
| 6-6-2016                                                            | Santa Clara                                                         | Argentina                                                           | 2 – 1                                                               | Cile                                                                | Coppa America Centenario - 1º turno                                 | -                                                                   |                                                                     |
| 10-6-2016                                                           | Foxborough                                                          | Cile                                                                | 2 – 1                                                               | Bolivia                                                             | Coppa America Centenario - 1º turno                                 | 2                                                                   |                                                                     |
| 14-6-2016                                                           | Filadelfia                                                          | Cile                                                                | 4 – 2                                                               | Panama                                                              | Coppa America Centenario - 1º turno                                 | -                                                                   |                                                                     |
| 18-6-2016                                                           | Santa Clara                                                         | Messico                                                             | 0 – 7                                                               | Cile                                                                | Coppa America Centenario - Quarti di finale                         | 4                                                                   |                                                                     |
| 22-6-2016                                                           | Chicago                                                             | Colombia                                                            | 0 – 2                                                               | Cile                                                                | Coppa America Centenario - Semifinale                               | -                                                                   | 88’                                                                 |
| 26-6-2016                                                           | East Rutherford                                                     | Argentina                                                           | 0 – 0 dts (2 – 4 dtr)                                               | Cile                                                                | Coppa America Centenario - Finale                                   | -                                                                   |                                                                     |
| 2-9-2016                                                            | Asunción                                                            | Paraguay                                                            | 2 – 1                                                               | Cile                                                                | Qual. Mondiali 2018                                                 | -                                                                   | 90’                                                                 |
| 7-9-2016                                                            | Santiago del Cile                                                   | Cile                                                                | 0 – 0                                                               | Bolivia                                                             | Qual. Mondiali 2018                                                 | -                                                                   |                                                                     |
| 6-10-2016                                                           | Quito                                                               | Ecuador                                                             | 3 – 0                                                               | Cile                                                                | Qual. Mondiali 2018                                                 | -                                                                   | 74’                                                                 |
| 12-10-2016                                                          | Ñuñoa                                                               | Cile                                                                | 2 – 1                                                               | Perù                                                                | Qual. Mondiali 2018                                                 | -                                                                   |                                                                     |
| 10-11-2016                                                          | Barranquilla                                                        | Colombia                                                            | 0 – 0                                                               | Cile                                                                | Qual. Mondiali 2018                                                 | -                                                                   |                                                                     |
| 16-11-2016                                                          | Santiago del Cile                                                   | Cile                                                                | 3 – 1                                                               | Uruguay                                                             | Qual. Mondiali 2018                                                 | 1                                                                   |                                                                     |
| 11-1-2017                                                           | Nanning                                                             | Cile                                                                | 1 – 1                                                               | Croazia                                                             | Amichevole                                                          | -                                                                   |                                                                     |
| 15-1-2017                                                           | Nanning                                                             | Islanda                                                             | 0 – 1                                                               | Cile                                                                | Amichevole                                                          | -                                                                   |                                                                     |
| 23-3-2017                                                           | Buenos Aires                                                        | Argentina                                                           | 1 – 0                                                               | Cile                                                                | Qual. Mondiali 2018                                                 | -                                                                   |                                                                     |
| 28-3-2017                                                           | Santiago del Cile                                                   | Cile                                                                | 3 – 1                                                               | Venezuela                                                           | Qual. Mondiali 2018                                                 | -                                                                   |                                                                     |
| 9-6-2017                                                            | Mosca                                                               | Russia                                                              | 1 – 1                                                               | Cile                                                                | Amichevole                                                          | -                                                                   | 81’                                                                 |
| 13-6-2017                                                           | Cluj-Napoca                                                         | Romania                                                             | 3 – 2                                                               | Cile                                                                | Amichevole                                                          | 1                                                                   | 64’                                                                 |
| 18-6-2017                                                           | Mosca                                                               | Camerun                                                             | 0 – 2                                                               | Cile                                                                | Conf. Cup 2017 - 1º turno                                           | 1                                                                   |                                                                     |
| 22-6-2017                                                           | Kazan'                                                              | Germania                                                            | 1 – 1                                                               | Cile                                                                | Conf. Cup 2017 - 1º turno                                           | -                                                                   | 82’                                                                 |
| 25-6-2017                                                           | Mosca                                                               | Cile                                                                | 1 – 1                                                               | Australia                                                           | Conf. Cup 2017 - 1º turno                                           | -                                                                   | 82’                                                                 |
| 28-6-2017                                                           | Kazan'                                                              | Portogallo                                                          | 0 – 0 dts (0 – 3 dtr)                                               | Cile                                                                | Conf. Cup 2017 - Semifinale                                         | -                                                                   | 86’                                                                 |
| 2-7-2017                                                            | San Pietroburgo                                                     | Cile                                                                | 0 – 1                                                               | Germania                                                            | Conf. Cup 2017 - Finale                                             | -                                                                   | 75’ 81’                                                             |
| 31-8-2017                                                           | Santiago del Cile                                                   | Cile                                                                | 0 – 3                                                               | Paraguay                                                            | Qual. Mondiali 2018                                                 | -                                                                   |                                                                     |
| 5-9-2017                                                            | La Paz                                                              | Bolivia                                                             | 1 – 0                                                               | Cile                                                                | Qual. Mondiali 2018                                                 | -                                                                   | 63’                                                                 |
| 5-10-2017                                                           | Santiago del Cile                                                   | Cile                                                                | 2 – 1                                                               | Ecuador                                                             | Qual. Mondiali 2018                                                 | 1                                                                   | 80’                                                                 |
| 10-10-2017                                                          | San Paolo                                                           | Brasile                                                             | 3 – 0                                                               | Cile                                                                | Qual. Mondiali 2018                                                 | -                                                                   |                                                                     |
| 24-3-2018                                                           | Stoccolma                                                           | Svezia                                                              | 1 – 2                                                               | Cile                                                                | Amichevole                                                          | -                                                                   | 61’                                                                 |
| 6-6-2019                                                            | La Serena                                                           | Cile                                                                | 2 – 1                                                               | Haiti                                                               | Amichevole                                                          | 1                                                                   |                                                                     |
| 17-6-2019                                                           | San Paolo                                                           | Giappone                                                            | 0 – 4                                                               | Cile                                                                | Coppa America 2019 - 1º turno                                       | 2                                                                   |                                                                     |
| 21-6-2019                                                           | Salvador                                                            | Ecuador                                                             | 1 – 2                                                               | Cile                                                                | Coppa America 2019 - 1º turno                                       | -                                                                   | 86’                                                                 |
| 24-6-2019                                                           | Rio de Janeiro                                                      | Cile                                                                | 0 – 1                                                               | Uruguay                                                             | Coppa America 2019 - 1º turno                                       | -                                                                   | 77’                                                                 |
| 29-6-2019                                                           | San Paolo                                                           | Colombia                                                            | 0 – 0 (4 – 5 dtr)                                                   | Cile                                                                | Coppa America 2019 - Quarti di finale                               | -                                                                   |                                                                     |
| 3-7-2019                                                            | Porto Alegre                                                        | Cile                                                                | 0 – 3                                                               | Perù                                                                | Coppa America 2019 - Semifinale                                     | -                                                                   |                                                                     |
| 6-7-2019                                                            | San Paolo                                                           | Argentina                                                           | 2 – 1                                                               | Cile                                                                | Coppa America 2019 - Finale 3º posto                                | -                                                                   |                                                                     |
| 5-9-2019                                                            | Los Angeles                                                         | Cile                                                                | 0 – 0                                                               | Argentina                                                           | Amichevole                                                          | -                                                                   | 66’                                                                 |
| 10-9-2019                                                           | San Pedro Sula                                                      | Honduras                                                            | 2 – 1                                                               | Cile                                                                | Amichevole                                                          | -                                                                   | 80’                                                                 |
| 8-10-2020                                                           | Montevideo                                                          | Uruguay                                                             | 2 – 1                                                               | Cile                                                                | Qual. Mondiali 2022                                                 | -                                                                   | 68’                                                                 |
| 13-10-2020                                                          | Santiago del Cile                                                   | Cile                                                                | 2 – 2                                                               | Colombia                                                            | Qual. Mondiali 2022                                                 | -                                                                   | 88’ 90’                                                             |
| 3-6-2021                                                            | Santiago del Estero                                                 | Argentina                                                           | 1 – 1                                                               | Cile                                                                | Qual. Mondiali 2022                                                 | -                                                                   |                                                                     |
| 8-6-2021                                                            | Santiago del Cile                                                   | Cile                                                                | 1 – 1                                                               | Bolivia                                                             | Qual. Mondiali 2022                                                 | -                                                                   |                                                                     |
| 14-6-2021                                                           | Rio de Janeiro                                                      | Argentina                                                           | 1 – 1                                                               | Cile                                                                | Coppa America 2021 - 1º turno                                       | 1                                                                   | 77’                                                                 |
| 18-6-2021                                                           | Cuiabá                                                              | Cile                                                                | 1 – 0                                                               | Bolivia                                                             | Coppa America 2021 - 1º turno                                       | -                                                                   |                                                                     |
| 21-6-2021                                                           | Cuiabá                                                              | Uruguay                                                             | 1 – 1                                                               | Cile                                                                | Coppa America 2021 - 1º turno                                       | 1                                                                   | 56’                                                                 |
| 24-6-2021                                                           | Brasilia                                                            | Cile                                                                | 0 – 2                                                               | Paraguay                                                            | Coppa America 2021 - 1º turno                                       | -                                                                   |                                                                     |
| 2-7-2021                                                            | Rio de Janeiro                                                      | Brasile                                                             | 1 – 0                                                               | Cile                                                                | Coppa America 2021 - Quarti di finale                               | -                                                                   |                                                                     |
| 2-9-2021                                                            | Santiago del Cile                                                   | Cile                                                                | 0 – 1                                                               | Brasile                                                             | Qual. Mondiali 2022                                                 | -                                                                   |                                                                     |
| 5-9-2021                                                            | Quito                                                               | Ecuador                                                             | 0 – 0                                                               | Cile                                                                | Qual. Mondiali 2022                                                 | -                                                                   | 77’                                                                 |
| 11-11-2021                                                          | Asunción                                                            | Paraguay                                                            | 0 – 1                                                               | Cile                                                                | Qual. Mondiali 2022                                                 | -                                                                   | 84’                                                                 |
| 16-11-2021                                                          | Santiago del Cile                                                   | Cile                                                                | 0 – 2                                                               | Ecuador                                                             | Qual. Mondiali 2022                                                 | -                                                                   |                                                                     |
| 27-1-2022                                                           | Calama                                                              | Cile                                                                | 1 – 2                                                               | Argentina                                                           | Qual. Mondiali 2022                                                 | -                                                                   | 85’                                                                 |
| 24-3-2022                                                           | Rio de Janeiro                                                      | Brasile                                                             | 4 – 0                                                               | Cile                                                                | Qual. Mondiali 2022                                                 | -                                                                   | 76’                                                                 |
| 22-3-2024                                                           | Parma                                                               | Albania                                                             | 0 – 3                                                               | Cile                                                                | Amichevole                                                          | 1                                                                   | 72’                                                                 |
| 26-3-2024                                                           | Marsiglia                                                           | Francia                                                             | 3 – 2                                                               | Cile                                                                | Amichevole                                                          | -                                                                   | 68’                                                                 |
| 11-6-2024                                                           | Santiago del Cile                                                   | Cile                                                                | 3 – 0                                                               | Paraguay                                                            | Amichevole                                                          | 1                                                                   | 72’                                                                 |
| 21-6-2024                                                           | Arlington                                                           | Perù                                                                | 0 – 0                                                               | Cile                                                                | Coppa America 2024 - 1º turno                                       | -                                                                   | 65’                                                                 |
| 25-6-2024                                                           | East Rutherford                                                     | Cile                                                                | 0 – 1                                                               | Argentina                                                           | Coppa America 2024 - 1º turno                                       | -                                                                   | 87’                                                                 |
| 29-6-2024                                                           | Orlando                                                             | Canada                                                              | 0 – 0                                                               | Cile                                                                | Coppa America 2024 - 1º turno                                       | -                                                                   | 46’                                                                 |
| 5-9-2024                                                            | Buenos Aires                                                        | Argentina                                                           | 3 – 0                                                               | Cile                                                                | Qual. Mondiali 2026                                                 | -                                                                   | 79’                                                                 |
| 10-9-2024                                                           | Santiago del Cile                                                   | Cile                                                                | 1 – 2                                                               | Bolivia                                                             | Qual. Mondiali 2026                                                 | 1                                                                   |                                                                     |
| 11-10-2024                                                          | Santiago del Cile                                                   | Cile                                                                | 1 – 2                                                               | Brasile                                                             | Qual. Mondiali 2026                                                 | 1                                                                   | 60’                                                                 |
| 15-10-2024                                                          | Barranquilla                                                        | Colombia                                                            | 4 – 0                                                               | Cile                                                                | Qual. Mondiali 2026                                                 | -                                                                   | 60’                                                                 |
| 15-11-2024                                                          | Lima                                                                | Perù                                                                | 0 – 0                                                               | Cile                                                                | Qual. Mondiali 2026                                                 | -                                                                   | 88’ 90+6’                                                           |
| 19-11-2024                                                          | Santiago del Cile                                                   | Cile                                                                | 4 – 2                                                               | Venezuela                                                           | Qual. Mondiali 2026                                                 | 1                                                                   | 81’                                                                 |
| 20-3-2025                                                           | Asunción                                                            | Paraguay                                                            | 1 – 0                                                               | Cile                                                                | Qual. Mondiali 2026                                                 | -                                                                   | 71’                                                                 |
| 25-3-2025                                                           | Santiago del Cile                                                   | Cile                                                                | 0 – 0                                                               | Ecuador                                                             | Qual. Mondiali 2026                                                 | -                                                                   | 76’                                                                 |
| Totale                                                              |                                                                     | Presenze (6º posto)                                                 | 120                                                                 |                                                                     | Reti (2º posto)                                                     | 45                                                                  |                                                                     |

## Palmarès

### Club

#### Competizioni statali
- Campionato Mineiro: 4

Atlético Mineiro: 2021, 2022, 2023, 2024

#### Competizioni nazionali
- Campionato cileno: 2

Universidad de Chile: Apertura 2011, Clausura 2011
- Coppa Italia: 1

Napoli: 2011-2012
- Campeón de Campeones: 2

Tigres: 2017, 2018
- Campionato messicano: 2

Tigres: 2017-2018 Apertura, 2018-2019 Clausura
- Supercoppa del Messico: 2

Tigres: 2017, 2018
- Campionato brasiliano: 1

Atletico Mineiro: 2021
- Coppa del Brasile: 1

Atlético Mineiro: 2021
- Supercoppa del Brasile: 1

Atlético Mineiro: 2022

#### Competizioni internazionali
- Coppa Sudamericana: 1

Universidad de Chile: 2011

### Nazionale
- Torneo di Tolone: 1

2009
- Coppa America: 2

Cile 2015, USA 2016

### Individuale
- Miglior attaccante del campionato cileno: 1

2011
- Miglior giocatore del campionato cileno: 1

2011
- Capocannoniere della Copa Sudamericana[41]: 1

2011 (11 gol)
- Miglior giocatore della Copa Sudamericana[41]: 1

2011
- Equipo Ideal de América: 1[42]

2011
- Capocannoniere della Copa América: 2

Cile 2015 (4 gol, a pari merito con Paolo Guerrero), USA 2016 (6 gol)